# Du miến
Du miến là một loại mì của Trung Quốc. Nó đôi khi được sử dụng trong ẩm thực Quảng Đông.

## Miêu tả
Du miến được làm từ Bột mì, trứng, lòng trắng trứng, muối, dầu ngô và bột ngọt. Ở Hồng Kông, Hoa Kỳ và Canada, nó được gọi là yow mein nếu nó có dạng hình trụ và có mặt cắt ngang hình tròn hoặc hơi tròn. Nếu nó có một mặt cắt vuông góc, nó được gọi là mein. Ở Singapore, nó được gọi là mee. Khi được sử dụng trong các món ăn Malay và Indonesia, nó được gọi là mee theo cách phát âm tiếng Hokkien của từ này. Ở Đông Nam Á, loại mì này thường được phục vụ với hải sản hoặc thịt gia cầm và thịt lợn, trong khi ở Hồng Kông và ở Trung Quốc, nó thường được phục vụ dới dạng thức ăn đường phố và xe đẩy đường phố được gọi là chei zai main, hoặc "mì kéo xe". Nó không bao giờ được phục vụ với gà ở Hồng Kông. Ở Đài Loan, cũng như ở Trung Quốc nói tiếng Quan Thoại, nó được gọi là mian. Trong tiếng Đài Loan bản địa Hoklo, nó được gọi là mi, trái ngược với ong có nghĩa là "hạt gạo" chưa nấu chín.

## Thưởng thức
Hầu hết du miến cần phải luộc hoặc nấu chín. Một số nếu là mặt hàng thương phẩm sẽ được nấu chín trước khi đưa lên kệ. Chúng có thể được phục vụ nóng hoặc lạnh. Có thể thêm nước sốt, thịt, nước dùng hoặc rau.